# Anton Heiden
Anton Heiden (Barendrecht, 4 juli 1960) is een voormalig Nederlands waterpolospeler.
Heiden nam eenmaal deel aan de Olympische Spelen, in 1984. Hij eindigde met het Nederlands team op de achtste plaats. In de competitie speelde Heiden voor De Robben uit Hilversum, ZPB uit Barendrecht en Zian uit Den Haag. Na zijn actieve waterpolocarrière is hij trainer/coach geworden bij onder andere bij ZDHC.
Johan Aantjes · 
Stan van Belkum · 
Wouly de Bie · 
Ton Buunk · 
Ed van Es · 
Anton Heiden · 
Nico Landeweerd · 
Aad van Mil · 
Ruud Misdorp · 
Dick Nieuwenhuizen · 
Eric Noordegraaf · 
Roald van Noort · 
Remco Pielstroom